# Ger Shin-ming
Ger Shin-ming (chinesisch 葛新銘; * 27. März 1964) ist ein Badmintonspieler aus Taiwan.

## Karriere
1989 machte die Doppelpaarung Ger Shin-ming und Yang Shih-jeng das erste Mal international auf sich aufmerksam, als sie bei der Weltmeisterschaft Platz neun im Herrendoppel belegte. Sie verloren dabei im Achtelfinale gegen die späteren Vizeweltmeister. Bei den US Open des Folgejahres konnten die Taiwaner dagegen schon siegreich gestalten. Bronze erkämpfte sich die Paarung bei der Asienmeisterschaft 1992.

## Erfolge
| Saison | Veranstaltung      | Disziplin    | Platz | Name                           |
| ------ | ------------------ | ------------ | ----- | ------------------------------ |
| 1989   | Weltmeisterschaft  | Herrendoppel | 9     | Ger Shin-ming / Yang Shih-jeng |
| 1990   | US Open            | Herrendoppel | 1     | Ger Shin-ming / Yang Shih-jeng |
| 1992   | Asienmeisterschaft | Herrendoppel | 3     | Ger Shin-ming / Yang Shih-jeng |